# Alojzy Hamerlak
Alojzy Hamerlak (ur. 13 kwietnia 1906 w Kaniowie, zm. 31 stycznia 1944 w Jeleśni) – polski górnik, działacz komunistyczny.

## Życiorys
Po ukończeniu szkoły powszechnej rozpoczął pracę jako górnik w kopalni „Silesia” w Czechowicach. Wstąpił wówczas do CZG, był również członkiem TUR. W styczniu 1934 wstąpił do KPP; był sekretarzem komórki w Kaniowie, a wkrótce wszedł w skład Komitetu Dzielnicowego (KD) w Czechowicach. W 1935 współorganizował demonstrację bezrobotnych w Kaniowie. Działał na rzecz „jednolitego frontu klasy robotniczej”, a w 1937 brał udział w organizowaniu szeregu wystąpień na rzecz tworzenia „frontu ludowego”. Kolportował lewicowe pisma: „Dziennik Popularny”, „Nowa Wieś”, „Chłopskie Jutro”, do których wysyłał korespondencje. 10 października 1937 został aresztowany pod zarzutem kolportażu literatury komunistycznej, lecz po kilkumiesięcznym śledztwie w Wadowicach zwolniony.
Zmobilizowany w końcu sierpnia 1939, dostał się do niewoli niemieckiej, skąd zbiegł. Zamieszkał w Jawiszowicach i rozpoczął pracę w kopalni „Brzeszcze”. Włączył się do działalności komunistycznych grup konspiracyjnych, w styczniu 1940 czynny był w Kole Przyjaciół ZSRR. Po utworzeniu w kwietniu 1942 KD PPR Czechowice-Dziedzice został jego członkiem. Aresztowany wraz z żoną 2 października 1943, był więziony w siedzibie gestapo w Bielsku. Następnie przewieziono go do obozu koncentracyjnego Auschwitz-Birkenau, a potem do obozu w Mysłowicach. 31 stycznia 1944 został publicznie powieszony w Jeleśni w powiecie żywieckim. Pośmiertnie odznaczony Krzyżem Walecznych.